# Município Quiculungo
Município Quiculungo är en kommun i Angola.   Den ligger i provinsen Cuanza Norte, i den nordvästra delen av landet, 230 km öster om huvudstaden Luanda.
I omgivningarna runt Município Quiculungo växer huvudsakligen savannskog. Runt Município Quiculungo är det ganska glesbefolkat, med 23 invånare per kvadratkilometer.